# 韩国加图立大学
天主教大學（：／ Gatollik Daehakgyo */?），或称韩国天主教大学，位于韩国首尔和富川市。学校建于1885年，是所天主教私立综合大学。该校2010年QS世界大学排名中亚洲排名第89名。